# Begraafplaats van Bihucourt
De Begraafplaats van Bihucourt is een gemeentelijke begraafplaats in de Franse gemeente Bihucourt (departement Pas-de-Calais). De begraafplaats ligt aan de Rue de Bapaume op 200 m ten zuidoosten van het dorpscentrum (Église Saint-Vaast). Ze heeft een rechthoekig grondplan en wordt omgeven door een haag. Aan de straatzijde sluit een metalen hek tussen bakstenen zuilen de begraafplaats af. Vanaf de ingang loopt centraal een pad met aan weerszijden graven.  

## Britse oorlogsgraven
Op de begraafplaats liggen twee graven met gesneuvelde Britse militairen uit de Eerste Wereldoorlog. Eén van hen kon niet geïdentificeerd worden, het andere is van de schutter A. Ward. Hij diende bij het London Regiment (The Rangers) en sneuvelde op 3 juli 1916. De stoffelijke resten van 47 Duitse militairen werden later naar een Duitse begraafplaats overgebracht.
De graven worden onderhouden door de Commonwealth War Graves Commission en staan er geregistreerd onder Bihucourt Communal Cemetery.